# 飛奔去月球
《飛奔去月球》（英語：Over the Moon）是一部2020年美中合製的電腦動畫歌舞冒險片，由葛連·基恩和約翰·卡爾斯執導，奧黛麗·威爾斯編劇，东方梦工厂和索尼圖形圖像共同製作。其配音陣容包括凯西·洪（Cathy Ang）、菲莉帕·蘇、郑肯、趙約翰、露西·安妮·米爾斯、趙牡丹及吳珊卓。電影講述了母親逝世的小女孩菲菲與月球人事物接觸，走出喪母之痛的經歷。
《飛奔去月球》2020年10月23日在美國部份戲院、中國和Netflix上發行。這部電影獲得中等偏向正面的評價，影評界稱讚電影的動畫，但認為敘事、劇情與其他動畫作品有過高的重疊性，觀眾的反響則偏向褒貶不一。這部電影獲得包含金球獎最佳動畫提名與六項安妮獎提名。

## 劇情
一个叫菲菲的小女孩被媽媽說過月亮女神嫦娥的传说，嫦娥服用了长生不老药，导致她在没有爱人后羿的情况下飛向了月球成为了仙女，并在那里等待他。菲菲和她的家人为了准备一年一度的中秋节，为鎮上的人做月饼。然而，菲菲的母亲病倒了，在去世前送给女儿一只名叫 "蹦吉"的小白兔。
四年后，菲菲仍然相信嫦娥，当她得知父亲与钟女士订婚时，她很不高兴，并对钟女士的儿子小慶感到恼火。菲菲的家人和他们一起参加中秋节庆祝活动，但因為嫦娥的傳說與家人吵架。在一只鹤和嫦娥传说的启发下，她决定造一枚火箭去月球，以证明嫦娥是真的。她设计了一个类似于中国纸灯笼的玉兔形状的火箭，用烟花来提高速度。她的火箭几乎成功了，直到她意识到小慶偷偷地登上了她的火箭，他们开始向地球坠落。突然，火箭被一束神秘的能量捕获并被带到了月球。他们在被頑皮的精靈围困后坠落，然后被精灵们救出并带到了幻月城。
他們遇見嫦娥和她的僕人幻月侍女。嫦娥告訴菲菲，她應該送一件禮物給嫦娥，把后羿帶回來。雖然菲菲已經和嫦娥合影證明她是真的，但嫦娥拿了菲菲的照片並向她要取了禮物。可是菲菲根本不知道她在說什麼，沮喪的嫦娥宣布要在最後的月塵落下之前尋找她的禮物。菲菲對小慶很生氣離開了他，並和騎機車的小雞們一起搭車去了墜毀火箭的地方。小慶看到了拿著照片的幻月侍女，被嫦娥抓獲，嫦娥向小慶挑戰乒乓球，小慶輸了的話就要提供禮物的位置。贏了的話就能拿回照片，但最終是小慶獲勝，更令嫦娥心煩。並毀約把小慶困在密室中，嫦娥絕望地哭著說她再也見不到后羿了。在小慶被嫦娥困在密室中時，蹦吉跟隨玉兔進入他製作魔藥的地方。與此同時，菲菲和騎機車的小雞們前往她墜毀火箭的地方，在那裡菲菲遇到了一個名叫果凍的流亡月球人。她發現了她媽媽送她的嫦娥娃娃，她懷疑這是禮物，但騎機車的小雞們抓住了娃娃帶回去給嫦娥，把菲菲和果凍留在了後面。
菲菲和果凍騎著巨型蟾蜍前往幻月城，果凍透露嫦娥流放他是因為一首關於繼續前進的歌。菲菲和果凍追上了騎自行車的小雞，但在他們的混戰中，娃娃被毀了。然而，菲菲在她的一個月餅中發現了一個破碎的半個玉圈，並意識到這是嫦娥的禮物。他們回到月之宮以及重新加入的小慶和蹦吉，並將禮物送給嫦娥，嫦娥將身上的一半拼成一個完整的玉圈。雖然嫦娥和后羿短暫團聚，但后羿告訴嫦娥在消失前繼續前進。嫦娥不服且陷入抑鬱狀態，幻月城的光輝全部熄滅。
菲菲試圖向嫦娥伸出援手，但在她進入嫦娥悲傷狀態的那一刻，她也因看到母親而變得沮喪。意識到他們都必須從悲劇中走出來，嫦娥和菲菲互相鼓勵，尋找身邊的真愛。這讓兩人能夠接受親人的死亡，幻月城再次恢復光明。嫦娥感謝菲菲，讓她和小慶飛回家——菲菲選擇讓蹦吉留在月球上與玉兔相愛——嫦娥解除了果凍的放逐並向菲菲道別。菲菲和小慶告別了所有人飛回了家鄉，菲菲接受了父親和钟女士的婚事，小慶也成為了她的兄弟。大約一年後，菲菲和她的新家人幸福地生活在一起，菲菲仰望黑夜中的鶴飛向月亮。

## 配音
| 美國             | 台灣   | 台灣   | 香港   | 香港   | 中国大陆 | 中国大陆 | 角色     |
| 美國             | 對白   | 歌曲   | 對白   | 歌曲   | 對白     | 歌曲     | 角色     |
| ---------------- | ------ | ------ | ------ | ------ | -------- | -------- | -------- |
| 凱西·洪（Cathy Ang）      | 穆宣名 | 鍾琪   | 李楚瑩 | 梁菀桐 | 曹雅雯   | 李贊     | 菲菲（Fei Fei） |
| 羅伯特·G·邱（Robert G Chiu）  | 梁博堯 | 梁博堯 | 高楚陽 | 高楚陽 | 何向東   | 吳一銘   | 小慶（Chin） |
| 菲莉帕·蘇        | 曾思瑜 | 曾思瑜 | 顧詠雪 | 郭嘉碧 | 張安琪   | 张碧晨   | 嫦娥（Chang'e） |
| 鄭肯             | 葉孝恩 | 葉孝恩 | 賈澤麟 | 梁朗賢 | 李诞     | 王崢     | 果凍（Gobi） |
| 趙約翰           | 于正昇 | 于正昇 | 蔡忠衛 | 杜偉恆 | 徐翔     | 王崢     | 爸爸（Ba Ba） |
| 露西·安妮·米爾斯 | 張仰瑄 | 張仰瑄 | 鄭佩嘉 | 張國穎 | 謝瑩     | 李雪滟   | 媽媽（Ma Ma） |
| 柯納德·里嘉摩拉  | 康殿宏 | 葉孝恩 | 陳旭恆 | 陳彥廷 | 劉欽     | 胡繼沿   | 后羿（Houyi） |

| 美國        | 台灣   | 香港   | 中国大陆 | 角色       |
| ----------- | ------ | ------ | -------- | ---------- |
| 趙牡丹      | 楊凱凱 | 馬慧琪 | 周佶     | 凌阿姨（Auntie Ling） |
| 吳珊卓      | 陶敏嫻 | 莊巧兒 | 武向彤   | 鍾女士（Mrs Zhong） |
| 貴美子·格倫 | 李昀晴 | 賴芸芬 | 羅玉婷   | 梅阿姨（Auntie Mei） |
| 阿特·巴特勒 | 康秋樂 | 李建良 | 盧曉旭   | 叔叔（Uncle）   |
| 諸慧荷      | 楊凱凱 | 鄭佩嘉 | 范莉娜   | 奶奶（Grandma）   |
| 克萊姆·張   | 康殿宏 | 李家輝 | 程玉珠   | 爺爺（Grandpa）   |

## 製作
2017年9月26日，东方梦工厂聘請奧黛麗·威爾斯撰寫劇本《飛奔去月球》，以重述中國經典神話。2018年2月6日，Netflix獲得該片的發行權，葛連·基恩被選為導演。後來，約翰·卡爾斯加入參與導演一職。然而，在此期間，威爾斯於2018年去世，這成為了她的遺作。配音陣容於2020年6月對外發表。
動畫是由索尼圖形圖像所製作，同時也處理片中传统动画的部份。

## 音樂
該片的配樂由史蒂文·普赖斯負責作曲，作曲家克里斯多福·柯提斯（Christopher Curtis）和海倫·朴則負責創作片中的主題曲。
| 版本                                                    | 版本                                    | 版本                                | 版本                              |
| 美国                                                    | 臺灣                                    | 香港                                | 中国                              |
| ------------------------------------------------------- | --------------------------------------- | ----------------------------------- | --------------------------------- |
| On the Moon Above 演唱：趙約翰 露西·安妮·米爾斯 凱西·洪 | 在火箭之上 演唱：于正昇 張仰瑄 鍾琪     | 古老傳說 演唱：杜偉恆 張國穎 梁菀桐 | 传说 演唱：王崢 李雪灩 李贊       |
| Mooncakes 演唱：趙約翰 露西·安妮·米爾斯 凱西·洪         | 幸福的月餅 演唱：于正昇 張仰瑄 鍾琪     | 月餅之歌 演唱：杜偉恆 張國穎 梁菀桐 | 月饼之歌 演唱：王崢 李雪灩 李贊   |
| Rocket to the Moon 演唱：凱西·洪                        | 火箭帶我飛 演唱：鍾琪                   | 火箭飛上天 演唱：梁菀桐             | 飞向你 演唱：李贊                 |
| Rocket to the Moon (Reprise) 演唱：凱西·洪              | 火箭帶我飛(重奏) 演唱：鍾琪             | 火箭飛上天(重奏) 演唱：梁菀桐       | 飞向你(重奏) 演唱：李贊           |
| Ultraluminary 演唱：菲莉帕·蘇                           | 超級傳奇巨星 演唱：曾思瑜               | 發光女神 演唱：郭嘉碧               | 我是你的女王 演唱：张碧晨         |
| Hey Boy 演唱：菲莉帕·蘇 羅伯特·G·邱                     | 過我這關 演唱：曾思瑜 梁博堯            | 直球對決 演唱：郭嘉碧 高楚陽        | 乒乓 演唱：张碧晨 吳一銘          |
| Yours Forever 演唱：菲莉帕·蘇                           | 我和你不分開 演唱：曾思瑜               | 情相思 演唱：郭嘉碧                 | 永相依 演唱：张碧晨               |
| Wonderful 演唱：鄭肯                                    | 撫慰之歌 演唱：葉孝恩                   | 嗜喱之歌 演唱：梁朗賢               | 美好 演唱：王崢                   |
| Yours Forever (Reprise) 演唱：菲莉帕·蘇 柯納德·里嘉摩拉 | 我和你不分開 (重奏) 演唱：曾思瑜 葉孝恩 | 情相思 (重奏) 演唱：郭嘉碧 陳彥廷   | 永相依 (重奏) 演唱：张碧晨 胡繼沿 |
| Love Someone New 演唱：菲莉帕·蘇 凱西·洪                | 重新去愛 演唱：曾思瑜 鍾琪              | 重新愛人 演唱：郭嘉碧 梁菀桐        | 重新去爱 演唱：张碧晨 李贊        |

## 發行
《飛奔去月球》於2020年10月23日在美國部份戲院、中國和Netflix上發行。

## 外部連結
- 互联网电影数据库（IMDb）上《飛奔去月球》的资料（英文）
- 在Netflix上觀看《飛奔去月球》